# Introspekcja (psychologia)
Introspekcja (łac. introspectio „wglądanie do wnętrza”) – w psychologii oraz pedagogice, obserwacja oraz analiza własnych subiektywnych stanów psychicznych, myśli i przemyśleń.
Introspekcja była szeroko stosowana w psychologii, jednakże spotkała się z krytyką ze strony behawioryzmu, który odrzuca tę metodę badawczą (zarzut niesprawdzalności twierdzeń opartych na introspekcji), skupiając się tylko na obserwacji i opisie zachowań zewnętrznych.
Podejście to jest stosowane w kognitywistyce symbolicznej w badaniach samoświadomości, a także w modelowaniu rozumowania/funkcji myślowych nieobserwowalnych fizycznie.